# Branko Rašović
Branko Rašović (Podgoritza, 11 de abril de 1942 – 11 de outubro de 2024) foi um defensor do futebol Iuguslavo que jogou pelo Partizan.[carece de fontes?] Seu filho Vuk também foi um futebolista profissional e ex-técnico do Partizan.

## Carreira

### Budućnost Podgorica
Rašović começou no futebol no Buducnost Podgorica. Mesmo jovem, ele se destacou e recebeu convocações para as seleções juvenis da Jugoslava.
Na temporada 1961-62, ele ajudou o Buducnost a se qualificar para a Primeira Liga iugoslava.
Ele jogou a temporada de 1962-63 na primeira divisão, mas o Buducnost foi novamente rebaixado para a segunda divisão. Na temporada seguinte, ele recebeu uma ligação do FK Partizan e, na temporada de 1964-1965, ele jogou novamente na primeira divisão mas desta vez pelo Partizan.

### Partizan
Rašović jogou por cinco anos no Partizan, de 1964 a 1969. Na primeira temporada, 1964-65, ganhou um lugar no onze iniciais e ganhou o título de campeão da Jugoslávia. Nessa temporada, ele jogou dezessete jogos da liga.
No total, ele jogou 210 jogos e marcou dois gols no Partizan. A nível internacional, ele 39 jogos pelo Partizan e marcou um gol.
A coroa de sua carreira foi a final da Liga dos Campeões de 1966 em Bruxelas, quando o Partizan jogou contra o Real Madridno Estádio Heysel em frente a 55 000 espectadores. Aos 55 minutos, Velibor Vasović marcou o gol do Partizan, mas com gols de Amancio e Serena, o Real conseguiu virar o jogo e vencer o Partizan.

### Borussia Dortmund
Em 1969, Rašović foi para a Alemanha jogar no Borussia Dortmund. O Borussia jogou as próximas três temporadas na Bundesliga, mas depois disso, eles foram rebaixados e nas próximas duas temporadas, 1972-73 e 1973-74, eles jogaram na Region Regionigaça Ocidental. Foi também a última temporada de sua carreira profissional.
Rašović passou cinco temporadas em Dortmund e jogou 78 jogos na primeira liga e 30 jogos na Regionalliga. No total, jogou 109 jogos no Borussia Dortmund.

## Seleção Iugoslava de Futebol
Rašović fez sua estréia na equipe nacional em 1 de abril de 1964, em uma partida amistosa contra a Bulgária. O jogo foi jogado no estádio da FK Radnicki Nis, popularmente chamado de Cair. 10.000 pessoas assistiram do jogo e a Iugoslávia venceu com 1-0. 
Rašović terminou sua carreira na seleção nacional em 7 de outubro de 1967, em uma partida de qualificação para o Campeonato Europeu de Futebol de 1968 contra a Alemanha. A partida foi disputada em Hamburgo na frente de 70.573 espectadores e terminou com a Alemanha ganhando por 3-1. Apesar desta derrota, a Iugoslávia se classificou para o torneio e teve um dos seus maiores sucessos.
Rašović terminou sua carreira na seleção fazendo 10 partidas.